# Vejers Strand
Vejers Strand er et feriested i Sydvestjylland, beliggende i Oksby Sogn direkte ud til Vesterhavet mellem Blåvands Huk og Henne Strand. Stedet ligger i Varde Kommune og hører til Region Syddanmark.
Vejers Strand har i århundreder været udgangspunkt for et omfattende sæsonfiskeri, som ebbede ud i slutningen af 1800-tallet. Samtidig begyndte de første turister at komme til Vejers, på grund af den brede sandstrand og det gode badevand, som efter vestkystforhold er børnevenligt. 
Det første sommerhus blev opført i 1910. Vejers Strand består i dag af et mindre byområde med indkøbsmuligheder, Strandhotellet i Vejers og flere restauranter, turistbutikker, grillbarer m.v. De oprindelige sommerhusområder ligger i klitterne ud til vandet, men de er suppleret med et område længere inde i land. 
Bebyggelsen Vejers, som ligger nogle få kilometer inde i landet, er i dag en spøgelsesby midt i det militære øvelsesterræn, som hører til Hærens Kampskole i Oksbøllejren.

## Flylandinger på stranden
Vejers Strand er velbesøgt af feriegæster, og som ved andre vestkystbyer, ikke mindst af tyske turister. På Vejers Sydstrand er det tilladt at køre i bil på selve stranden, mens nordstranden er bilfri.
På den biltilladte del af stranden, landede i 2012 et britisk C-130 Hercules fly i mørke midt om natten. Stranden blev af sikkerhedsgrunde spærret af for offentligheden.
Den 13. juni 2012 (kl. 9:51) gjorde et dansk C-130 Hercules det samme, denne gang i fuldt dagslys. Stranden blev efterfølgende fyldt med redningskøretøjer.